# Verde Olivo
«Verde Olivo» — ежемесячный журнал, официальное издание Революционных вооружённых сил Кубы. Выходит в Гаване.

## История
Решение о создании периодического печатного издания для вооружённых сил было утверждено 10 апреля 1964 года, первый номер вышел из печати 12 апреля 1964 года.
Некоторая часть тиража экспортировалась в другие страны мира (в частности, в военно-учебные заведения стран Варшавского Договора, КНР, КНДР и после 1979 года - в Никарагуа). В 1981-1989 годы тираж журнала составлял 100 тыс. экземпляров (и журнал входил в число крупнейших периодических изданий страны).
До ноября 1990 года журнал выходил ежемесячно, в дальнейшем издание журнала временно прекратилось. 
20 февраля 1991 года типография журнала была реорганизована в издательство "Ediciones Verde Olivo", в дальнейшем издание журнала возобновилось.
21 июля 2005 года издательство получило новое название - "Casa Editorial Verde Olivo". В течение 2007 года журнал издавался 1 раз в квартал, а в 2009 году - 1 раз в два месяца.
Содержит статьи, посвящённые событиям военной истории.